# Oecobius tibesti
Oecobius tibesti är en spindelart som beskrevs av Shear och Benoit 1974. Oecobius tibesti ingår i släktet Oecobius och familjen Oecobiidae.
Artens utbredningsområde är Tchad. Inga underarter finns listade i Catalogue of Life.